# Glaurung
Glaurung je drak ze Středozemě, který se objevuje v knihách Silmarillion, Nedokončené příběhy a Húrinovy děti od J. R. R. Tolkiena.

## Život
Glaurung byl první z draků, které vypěstoval Temný pán Morgoth. Toto první dračí plemeno bylo nelétavé. Glaurung, nazývaný také Velký had, dokázal chrlit oheň, byl veliký a měl schopnost zakletí pohledem. Často se mu pomocí lží podařilo dosáhnout úspěchu snadněji než svou silou.
Poprvé mu Morgoth dovolil vystoupit asi 200 let po Slavné bitvě (tedy kolem r. 260 Prvního věku), kdy zaútočil na severní království elfů. Byl však tehdy ještě nedospělý, dorostl sotva do poloviny své délky a jeho pancíř nebyl dostatečně pevný. Proto jej král Fingon se svými lukostřelci zahnal zpět.
V plné síle se Glaurung objevil až v Bitvě náhlého plamene v r. 455 Prvního věku, kdy vedl dračí útok, jemuž se podařilo prolomit obklíčení Angbandu a zahnat elfská vojska. 
V následující bitvě, Bitvě nespočetných slz v r. 472 Prvního věku, vedl poslední Morgothův útok, kdy se zdálo, že by spojené síly elfů a lidí mohly zvítězit, ale Glaurung spolu se zradou některých mužů obrátili vítězství na Morgothovu stranu. Sám Glaurung zabil trpasličího krále Azaghâla, ale sám byl přitom bolestivě zraněn do břicha a uprchl zpět do Angbandu. 
Teprve o dvacet let později se jej odvážil znovu opustit, když byl Morgothem poslán, aby vedl útok proti opevněnému městu Nargothrondu. Ten byl dlouhá léta Temnému pánu utajen, ale po příchodu hrdiny Túrina přešli nargothrondští elfové do otevřené války. Túrin proto nechal přes řeku Narog postavit mohutný most, aby mohla vojska snadno táhnout do bitev, a i když se přiblížil Glaurung, Túrin odmítl nechat most zbořit. Díky tomu se Glaurung snadno dostal do města a to vyplenil. Během útoku také připravil svým kouzlem Túrinovu sestru Nienor o paměť a samotného Túrina klamně svedl z cesty, na níž chtěl hrdina osvobodit nargothrondské zajatce. 
Když se později Túrin v lese Brethilu setkal s Nienor, vzal si ji za ženu, protože se nikdy předtím neviděli a Nienor netušila, že je jeho sestrou. Túrin pak začal válčit na hranicích Brethilu, čímž se znovu odhalil Glaurungovi, který se rozhodl opustit svůj poklad v Nargothrondu a vydal se do Brethilu. Cestou musel překročit řeku Teiglin v místě, zvaném Cabed-en-Aras (Jelení skok), kde tvořila hlubokou skalnatou roklinu. V tomto místě si na něj počíhal Túrin a když drak lezl nad ním, Túrin jej jediným bodnutím smrtelně zranil. Před smrtí však Glaurung vrátil Nienor paměť a ta nemohouc unést, že čeká dítě s bratrem, vrhla se do vod Teiglinu a zahynula. Také Túrin, když se dozvěděl celou pravdu, ukončil život vlastní rukou.